# Ми веземо з собою кота
«Ми веземо з собою кота» — радянський телефільм 1989 року, знятий режисером Тамарою Павлюченко і Олександром Кузнецовим на Центральному телебаченні СРСР.

## Сюжет
«Ми веземо з собою кота…», цю веселу «Пісеньку друзів» співали діти, хворі на кістковий туберкульоз, коли їх під обстрілом гітлерівців евакуювали з санаторію в далекому 1941 році. Цей фільм — справжній урок мужності та милосердя, фільм-спогад та нагадування про страшні роки Великої Вітчизняної війни.

## У ролях
- Денис Кобилкевич — Володя
- Катерина Фатєєва — Катя
- Денис Сухорученков — Сергій
- Федір Щербаков — роль другого плану
- Ека Піпія — роль другого плану
- Віра Солнцева — роль другого плану
- Олексій Кузнецов — роль другого плану
- Олексій Гордидов — роль другого плану
- Олексій Тимошин — роль другого плану
- Яна Полєєва — роль другого плану
- Марфа Назарова — роль другого плану
- Олексій Заїров — роль другого плану
- Катерина Платонова — роль другого плану
- Максим Пуделєв — роль другого плану
- Костя Чумін — роль другого плану
- Кузьма Берсенєв — роль другого плану
- Галина Стаханова — Паша, няня
- Надія Маркіна — Тетяна Юрівна, головлікар
- Галина Петрова — Віра
- Марина Хазова — Марійка
- Єлизавета Нікіщихіна — Емма Йосипівна
- Юрій Назаров — дядько Вася
- Олександр Вокач — Борис Борисович
- Анатолій Грачов — Володя
- Тетяна Решетнікова — Катерина Іванівна
- Петро Тобілевич — Сергій
- Віктор Петров — військовий
- Володимир Суворов
- Галина Дьоміна — епізод
- Тетяна Жукова-Кіртбая — мати Каті
- Людмила Яшина — епізод
- Ніна Петрович — епізод
- Руслан Петрович — епізод
- Валера Шершнєв — епізод
- Альоша Дубинський — епізод
- Наталія Шевякова — епізод
- Сергій Новосьолов — епізод
- І. Горонкова — епізод
- Ніна Тобілевич — мати
- Іван Савкін — Касьян
- Анастасія Бєлова — епізод
- В. Савицький — епізод
- Микола Алексєєв — Олексій

## Знімальна група
- Режисери — Тамара Павлюченко, Олександр Кузнецов
- Сценарист — Олександр Кузнецов
- Оператор — Олександр Оркін
- Композитори — Роман Леденьов, Андрій Леденьов
- Художник — Євген Єпішкін